# Turquía en los Juegos Paralímpicos de Pyeongchang 2018
Turquía estuvo representada en los Juegos Paralímpicos de Pyeongchang 2018 por un deportista masculino. El equipo paralímpico turco no obtuvo ninguna medalla en estos Juegos.